# Tommaso Guariglia
Tommaso Guariglia (Salerno, 8 agosto 1997) è un cestista italiano, che gioca nel ruolo di centro.

## Statistiche
| Stagione        | Squadra               | Competizione | Partite | Partite | Partite | Statistiche tiro | Statistiche tiro | Statistiche tiro | Altre statistiche | Altre statistiche | Altre statistiche | Altre statistiche | Altre statistiche |
| Stagione        | Squadra               | Competizione | Pres.   | Titol.  | Minuti  | Tiri da 2        | Tiri da 3        | Liberi           | Rimb.             | Assist            | Rubate            | Stopp.            | Punti             |
| --------------- | --------------------- | ------------ | ------- | ------- | ------- | ---------------- | ---------------- | ---------------- | ----------------- | ----------------- | ----------------- | ----------------- | ----------------- |
| 2014-2015       | Stella Azzurra Roma   | Serie B      | 20      |         | 377     | 50/119           | 0/1              | 25/34            | 98                | 4                 | 7                 | 1                 | 120               |
| 2015-2016       | Stella Azzurra Roma   | Serie B      | 26      |         | 527     | 88/164           | 1/2              | 28/55            | 143               | 20                | 15                | 11                | 207               |
| 2016-2017       | Viola Reggio Calabria | Serie A2     | 23      |         | 295     | 36/77            | 0/0              | 7/10             | 46                | 12                | 5                 | 4                 | 79                |
| 2017-2018       | Fortitudo Agrigento   | Serie A2     | 28      |         | 427     | 44/97            | 21/52            | 10/15            | 73                | 14                | 6                 | 2                 | 161               |
| 2018-2019       | Fortitudo Agrigento   | Serie A2     | 23      |         | 358     | 35/81            | 15/54            | 17/22            | 88                | 15                | 4                 | 7                 | 132               |
| 2019-2020       | Leonessa Brescia      | Serie A      | 6       | 0       | 29      | 3/7              | 0/0              | 0/0              | 7                 | 2                 | 0                 | 0                 | 6                 |
| Totale carriera |                       |              |         |         |         |                  |                  |                  |                   |                   |                   |                   |                   |